# 蒲生東町
蒲生東町（がもうひがしちょう）は、埼玉県越谷市の町名。現行行政地名は蒲生東町のみ。丁番を持たない単独町名である。住居表示実施地区。郵便番号は343-0841。

## 地理
埼玉県の東部地域で、越谷市の南部、東武伊勢崎線蒲生駅から500 mほど北東に位置する。地区北部の最寄り駅は武蔵野線南越谷駅が近い場合もある。主に宅地として利用されている。地区の東部を葛西用水が流れる。

## 歴史
- 1967年（昭和42年）11月1日 - 大字蒲生、大字登戸の一部から蒲生東町が成立。

## 世帯数と人口
2018年（平成30年）3月1日現在の世帯数と人口は以下の通りである。
| 町丁     | 世帯数    | 人口    |
| -------- | --------- | ------- |
| 蒲生東町 | 1,598世帯 | 3,661人 |

## 小・中学校の学区
市立小・中学校に通う場合、学区（校区）は以下の通りとなる。
| 番地 | 小学校             | 中学校             |
| ---- | ------------------ | ------------------ |
| 全域 | 越谷市立蒲生小学校 | 越谷市立光陽中学校 |

## 交通

### 道路
- 埼玉県道115号越谷八潮線（草加産業道路）

## 施設
- 蒲生東診療所
- 蒲生公園